# Zakłady Chemiczne Police
Koordinaten: 53° 34′ 26″ N, 14° 32′ 42″ O
Die Grupa Azoty Zakłady Chemiczne  „Police“ S.A. (deutsch Chemiewerke „Police“ AG) sind ein seit 1964 in Police in der Woiwodschaft Westpommern bestehendes polnisches Chemieunternehmen, das vorrangig Düngemittel produziert. Die Produktion startete 1969 und 1995 wurde das Unternehmen in eine Aktiengesellschaft umgewandelt. Seit 14. Juli 2005 wird die Gesellschaft an der Warschauer Wertpapierbörse (GPW) notiert. Seit August 2011 gehören die Chemiewerke in Police zur Unternehmensgruppe Grupa Azoty.

## Geschichte
Das Chemiewerk Police entstand ab 1964 direkt neben den Ruinen der Hydrierwerke Pölitz.   

## Transport
Die Fabrik benutzt für die Beförderung auf dem Wasserweg den Hafen Police, für den Bahntransport die Bahnstrecke Szczecin–Trzebież Szczeciński sowie den Firmenanschluss Police–Police Chemia und den Straßentransport über die Woiwodschaftsstraße Nr. 114. 

## Gesellschaftsdaten
Gesellschaftsdaten vom 31. Dezember 2003:
Das Gründungskapital der Gesellschaft gliederte sich in 60 Millionen Inhaberstammaktien der Serie A und in 15 Millionen Inhaberstammaktien der Serie B. Der Nominalwert aller Aktien betrug 10 Złoty.
Im August 2011 kam es zum Wechsel der Gesamtheit der Aktionäre eines Unternehmens, das sich im Jahr 2021 folgendermaßen darstellt:
- Grupa Azoty: 62,86 %
- Staat: 7,47 %
- Agencja Rozwoju Przemysłu: 13,13 %
- Offener Rentenfonds PZU „Złota Jesień“: 12,96 %
- andere Aktionäre: 3,58 %

Das Umsatzjahr der Gesellschaft ist das Kalenderjahr.

## Bauwerke
Das Chemiewerk Police besitzt einen 205 Meter hohen Kamin, vier 150 Meter hohe Kamine und einen 111 Meter hohen Turm zur Herstellung von Granulaten.